# Горюнов, Василий Семёнович
Василий Семёнович Горюнов (1942—2018) — архитектор, историк и теоретик архитектуры; доктор архитектуры (1997), профессор кафедры архитектурного и градостроительного наследия СПбГАСУ.

## Биография
Василий Семёнович Горюнов родился 21 июля 1942 года в Хабаровске. Родители — инженер-гидростроитель Семён Иванович Горюнов (1912—1962) и Нина Александровна Горюнова (Уточкина), выдающаяся химико-физик, основоположница нового научного направления — химии сложных алмазоподобных полупроводников. Дед В. С. Горюнова по линии отца — Иван Семёнович Горюнов (1869—1932) — инженер-механик и военный педагог, один из создателей первой российской подводной лодки «Дельфин».
В 1946 году семья Горюновых возвращается в Ленинград. Там В. С. Горюнов окончил школу и поступил в Ленинградский инженерно-строительный институт (ЛИСИ), где принимал активное участие в работе студенческого научного общества, в сборниках которого начал публиковаться. После окончания института в 1972 году четыре года работал в проектном институте «Гипромез». С 1976 года вернулся в ЛИСИ на преподавательскую и исследовательскую работу. Он читал курсы лекций по истории архитектуры вначале на кафедре истории и теории архитектуры, а затем на других кафедрах архитектурного факультета. Также В. С. Горюнов вёл семинар по проблемам энергоэффективности архитектуры.
В 1984 защитил кандидатскую диссертацию «Истоки эклектизма и теория архитектуры второй половины XIX века», а спустя 10 лет подготовил докторскую диссертацию «Эклектизм и революция в архитектуре», которую защитил в 1997 году.
При организации кафедры реставрации и реконструкции архитектурного наследия В. С. Горюнов стал профессором этой кафедры, а затем, после разделения кафедры в 2012 году, профессором кафедры архитектурного и градостроительного наследия.
За время работы в ЛИСИ (после 1991 — СПбГАСУ) он подготовил четырёх кандидатов и трёх докторов архитектуры.
К 75-летнему юбилею профессора в СПбГАСУ проходила выставка его научных трудов.
Василий Семёнович Горюнов скончался в Санкт-Петербурге 29 мая 2018 года.

### Исследования в области теории и истории архитектуры
В. С. Горюнов — автор более 58 публикаций, в том числе двух монографий, 3-х учебных пособий, 2-х учебно-методических пособий. Первые публикации В. С. Горюнова середины 1970-х годов были посвящены архитектуре Санкт-Петербурга рубежа ХIХ—XX веков, когда окончательно сформировалась историческая часть города. Его взгляд на разнородные явления архитектуры отличался смелостью и непредвзятостью, без оглядки на общепринятые модели.
Монография «Архитектура эпохи модерна» (1992, переиздана в 1994 и 2013), созданная В. С. Горюновым совместно с искусствоведом М. П. Тубли, оказала огромное влияние на целое поколение исследователей русского модерна. Эта книга, в которой была дана совершенно новая трактовка исторического процесса в архитектуре, впервые была посвящена исследованию целостного мирового художественного направления вместо описания и исследования отдельных архитектурных и художественных объектов. В книге впервые введён термин «архитектура эпохи модерна» вместо термина «стиль модерн». Авторы трактовали «модерн» не как стиль, а как период в истории архитектуры, характерный процессом обновления архитектурного языка в конце XIX — начале ХХ столетий.
В октябре 2021 года был опубликован посмертный сборник избранных статей В. С. Горюнова, составленный его близким другом и соавтором, Михаилом Павловичем Тубли. В сборник, который В. С. Горюнов планировал издать ещё при жизни, вошли в основном статьи, посвящённые теоретическим проблемам истории архитектуры, опубликованные им ранее в различных коллективных и периодических изданиях, а также оставшиеся в рукописях.

### Практическая деятельность
Практическая деятельность В. С. Горюнова была связана с реставрацией памятников архитектуры, разработкой проектов реставрации и приспособления объектов культурного наследия, а также с проведением историко-культурных экспертиз в этой области.
В 1991 году В. С. Горюнов и его двоюродный брат, архитектор-практик Андрей Ильич Горюнов (1951—1998), основали компанию «Горюнов и Горюнов» (вначале — строительно-реставрационный кооператив, затем ЗАО) со специализацией в области восстановления и реставрации фасадов памятников архитектуры.
В 1990-х годах компанией была проведена научная реставрация фасадов таких объектов, как Ботного дома Петропавловской крепости, особняка Румянцева на Английской набережной (1998—2000), Кунсткамеры, Нахимовского училища, дача Е. П. Салтыковой, Адмиралтейства, собора Петропавловской крепости, павильона Росси в Михайловском саду, пропилеев Смольного, универмага «Пассаж», дома Шиля (Малая Морская, 23 / Вознесенский пр., 8).
В. С. Горюнов выступил автором проектов реставрации фасадов таких зданий в стилистике модерна и ретроспективизма, как Дом Общества гражданских инженеров, здание основного фонда библиотеки им. Маяковского (бывшее подворье Троице-Сергиевой Лавры) и контора завода Э. Э. Новицкого на Садовой улице.
В декабре 2006 года компания «Горюнов и Горюнов» стала лауреатом конкурса «На лучшую реставрацию объектов культурно-исторического наследия Санкт-Петербурга» за реставрацию фасада здания Петербургского отделения Московского купеческого банка (Невский пр., 46).
Историко-культурные экспертизы В. И. Горюнов выполнял в рамках собственного ООО «Студия архитектуры и дизайна профессора Горюнова „Арт-Деко“», открытого в январе 2003 года, привлекая к сотрудничеству таких экспертов, как Б. М. Кириков, М. С. Штиглиц, и других известных специалистов. Помимо работ в историческом центре Петербурга, им был проведён ряд исследовательских работ в Пушкине, Павловске, Петергофе, Сестрорецке.
С 2009 по 2011 год В. С. Горюнов являлся руководителем российской группы международной программы «Longlife», посвящённой развитию энергоэффективности архитектуры в странах балтийского региона.

### Членство в научно-общественных организациях
- Член Союза архитекторов России (с 1990 года)[10]

### Награды
- Почетная грамота Губернатора Санкт-Петербурга[10]

## Наиболее значимые публикации
- Горюнов В. С. Истоки эклектизма и теория архитектуры второй половины XIX века : диссертация ... кандидата архитектуры : 18.00.01. — Ленинград, 1984. — 200 с. : Прил. (33 с.: ил.).
- Горюнов В. С. Эклектизм и «Революция в архитектуре» : К теории ист.-архитектур. процесса XIX - первой трети XX вв. : диссертация ... доктора архитектуры : 18.00.01. — Санкт-Петербург, 1994. — 404 с. : ил.

### Монографии
- Горюнов В. С., Тубли М. П. Архитектура эпохи модерна. — СПб.: Стройиздат, 1992. (переиздания 1994 г., 2013, ISBN 978-5-7937-0895-2)
- Горюнов В. С. Соавторы: Агафонов А. Ю., Агафонова Е. О., Гаевская З. А., Ефимов В. А., Рыбнов Е. И., Фролов В. И. Методы обоснования программ устойчивого развития сельских территорий. — СПб., 2011.
- Горюнов B. C. Теоретические проблемы истории архитектуры / Составитель М. П. Тубли, научный редактор и автор вступительной статьи М. Н. Микишатьев. — Издательские решения. По лицензии Ridero, 2021. — 238 С. — ISBN 978-5-0055-5744-5 (Имеется электронный вариант книги).

### Учебные пособия
- Архитектура православных храмов на примере храмов Санкт-Петербурга [Текст] : учебное пособие / Е. Р. Возняк, В. С. Горюнов, С. В. Семенцов. — Санкт-Петербург : СПбГАСУ, 2010. — 77, [3] с. : ил.; 20 см; ISBN 978-5-9227-0176-1
- Шрифтовая композиция : учебное пособие / С. В. Семенцов, Е. Р. Возняк, В. С. Горюнов. — 2-е изд., доп. — Санкт-Петербург : СПбГАСУ, 2020. — 121, [2] с. : ил.; 29 см; ISBN 978-5-9227-1136-4

### Некоторые статьи
- Горюнов В. С. Проблема стиля в архитектуре 2-й половины XIX века // Вопросы теории и практики архитектуры и градостроительства : межвузовский тематический сборник трудов :  [рус.]. — М. : МАрхИ, 1980.
- Таратынова О. В., Горюнов В. С. Новое о творчестве архитектора Г. В. Барановского // Вопросы истории, теории и практики архитектуры : межвузовский тематический сборник трудов :  [рус.]. — Л. : [б. и.], 1985. — С. 83—87. — 165 с.
- Горюнов В. С., Горюнова С. Б. «Дом для любителя искусства» — конкурс 1900-го года в Дармштадте // Вопросы истории и теории русской и советской архитектуры : межвузовский тематический сборник трудов :  [рус.]. — Л. : [б. и.], 1988. — С. 36—40. — 165 с.
- Горюнов В. С. В поисках стиля (беседа о модерне) // Сумерки (самиздат). — Л., 1989. — № 7]. — С. 76—93.
- Горюнов В. С., Поршнев В. П. «Говорящая архитектура» Рудольфа Штейнера // Архитектура мира. Материалы конференции "Проблемы истории архитектуры. Выпуск 1 :  [рус.]. — М. : ВНИИТАГ, 1992. — С. 139—144.
- Горюнов В. С., Тубли М. П. К вопросу о классификации архитектурных направлений конца XIX — начала XX вв. (методологический аспект). Архитектура Петербурга. Материалы исследований. Часть 1. Изд. «Ингрия». 1992. Стр.56-62.
- Горюнов В. С. Феномен Ф. Л. Райта и «революция в архитектуре» // Известия высших учебных заведений. Научно-теоретический журнал. — Новосибирск: Новосибирская государственная академия строительства, 1995. — С. 118—122.
  - Переиздана: Проект Байкал, 2022, № 19(71), С. 184—187. DOI: 10.51461/projectbaikal.71.1962
- Горюнов В. С. Русская революция и революция в архитектуре // Образы истории отечественной архитектуры новейшего времени. XX век : Сборник научных трудов НИИТАГ. — Москва : УРСС / КомКнига, 1996 :  [рус.]. — С. 145—173. — 468 с. — ISBN 5-88817-011-9 .
- Горюнов В. С., Исаченко Н. В. , Таратынова О. В. Гавриил Барановский // Зодчие Санкт-Петербурга. XIX — начало XX века : архитекторы первой половины XIX века. Архитекторы второй половины XIX века. Архитекторы конца XIX — начала XX века :  [рус.] / сост. В. Г. Исаченко. — СПб. : ЛЕНИЗДАТ, 1998. — С. 609—627. — 1070 с. — ISBN 5-289-01586-8 .
- Горюнов В. С., Яковлева В. А., Елистратов В. В., Кочанова А. А. Использование возобновляющихся источников энергии при реконструкции исторических зданий в Санкт-Петербурге (на примере особняка Нобеля) // Вестник гражданских инженеров. — 2005. — № 2(3), июнь. — С. 5—10.
- Горюнов В. С., Вахрин В. Г. Нравственность и право в учении Владимира Соловьева // Вестник гражданских инженеров. — 2006. — № 1(6), март. — С. 103—108.
- Горюнов В. С., Заяц И. С. Водяные и ветряные мельницы Северо-Западного региона России. Конструктивные особенности и типология // Вестник гражданских инженеров. — 2006. — № 4(9). — С. 5—12.
- Горюнов В. С., Марков Д. И. Роль международного проекта LONGLIFE в развитии энергоэффективной архитектуры в России // Вестник гражданских инженеров. — 2011. — № 1(26). — С. 14—17.
- Горюнов В. С. Историзм в архитектуре: историософский аспект // Вестник гражданских инженеров. — 2012. — № 1(30). — С. 9—13.
- Горюнов В. С. Неороманское направление в архитектуре Германии конца XIX — начала XX века :  [рус.]. — Вестник гражданских инженеров. — 2012. — № 3(32). — С. 22—27.
- Горюнов В. С., Ямшанов И. В. Неоготические церкви Москвы и Подмосковья периода сентиментализма // Архитектура, градостроительство, реставрация и дизайн : материалы Международной научно-практической конференции, 10-12 октября 2012 г. :  [рус.] / ред. С. В. Семенцов. — СПб. : [б. и.], 2012. — С. 61—65. — ISBN 978-5-9227-0400-3. — ISBN 978-5-9227-0401-0 .
- Горюнов В. С. Эклектика или историзм. К вопросу о терминологии историко-архитектурных исследований // Архитектура эпохи историзма: традиции и новаторство. Сборник статей международной научной конференции, посвященной 200-летию со дня рождения архитектора Гаральда Боссе (1812-1894) :  [рус.]. — СПб. : Палаццо, 2012. — С. 7—11. — 408 с. — ISBN 978-5-7937-0893-6.
- Курбатов Ю., Горюнов В. Судьба творческого наследия в современной архитектуре России (на примере архитектурных направлений в Санкт-Петербурге) // Всемирный журнал прикладных наук. — [СПб.]: [б. и.], 2013. — № 23 : Спец. выпуск : Проблемы архитектуры и строительства : сборник. — С. 203—206.
  - Goryunov V., Kurbatov Yu. The fate of the creative legacy in the Modern architecture in Russia (англ.) // World Applied Sciences Journal. — 2013. — Vol. 23, no. 13. — P. 203—206. — doi:10.5829/idosi.wasj.2013.23.pac.90039.
- Goryunov V., Nikitin Yu., Murgul V., Vatin N. Research on Industrial Exhibitions Architecture (англ.) // Applied Mechanics and Materials. — 2014. — Vol. 680. — P. 504—509. — doi:10.4028/www.scientific.net/amm.680.504.
- Горюнов В. С., Конькова Т. А. Уильям Ричард Летаби: архитектура, мистика, миф // Доклады 70-й научной конференции профессоров, преподавателей, научных работников, инженеров и аспирантов университета : в 3 ч. Ч. I :  [рус.]. — СПб., 2014. — С. 131—134. — ISBN 978-5-9227-0495-3.
- Горюнов В. С., Ямшанов И. В. Неоготические светские интерьеры 20-70-х годов XIX в. // Доклады 70-й научной конференции профессоров, преподавателей, научных работников, инженеров и аспирантов университета : в 3 ч. Ч. I :  [рус.]. — СПб., 2014. — С. 151—154. — ISBN 978-5-9227-0495-3.
- Горюнов В. С. Северный модерн и проблема стиля в архитектуре второй половины XIX - начала XX в. // Архитектура эпохи модерна в странах Балтийского региона : [материалы конференций «Архитектура эпохи модерна стран Балтийского региона», проведенных в 2011-2013 гг.] :  [рус.] / редкол. М. Н. Микишатьев. — СПб. : Коло, 2014. — С. 16—23. — ISBN 978-5-4462-0031-3.
- Горюнов В. С., Горюнова С. Б. «Стиль свободы» и северный модерн // Архитектура эпохи модерна в странах Балтийского региона : материалы IV международной конференции, 25-27 апреля 2014, СПб :  [рус.] / сост. С. С. Левошко. — СПб. : Коло, 2015. — С. 14—15. — ISBN 978-5-4462-0061-0.
- Горюнов В. С. Философия истории и история архитектуры = Philosophy of history and the history of architecture // Современные проблемы истории и теории архитектуры : доклады научно-практической конференции :  [рус.]. — СПб. : [б. и.], 2015. — С. 65—70. — 200 с. — ISBN 978-5-9227-0551-6.
- Goryunov V., Murgul V., Yamshanov I. Architecture of neogothic castles, palaces, estates, mansions and profitable houses in the Russian Empire XIX century (англ.) // Procedia Engineering. — 2015. — Vol. 117. — P. 663—674. — doi:10.1016/j.proeng.2015.08.229.
- Goryunov V., Murgul V., Yamshanov I. Neogothic park pavilions and utility constructions in the Russian Empire XIX century (англ.) // Procedia Engineering. — 2015. — Vol. 117. — P. 675—684. — doi:10.1016/j.proeng.2015.08.232.
- Goryunov V., Zayats I., Konjkova T., Murgul V. Architecture, Mysticism and Myths in the Works of Outstanding Architect William Richard Lethaby (англ.) // Procedia Engineering. — 2015. — Vol. 117. — P. 825—831. — doi:10.1016/j.proeng.2015.08.147.
- Goryunov V., Goryunova S., Murgul V., Vatin N. The Liberty style - Italian Art-Nouveau architecture (англ.) // Advanced Materials Research. — 2015. — Vol. 1065—1069. — P. 2681—2685. — doi:10.4028/www.scientific.net/AMR.1065-1069.2681.
- Горюнов В. С., Бутко Д. Д. Методы сохранения дореволюционных деревянных домов и их применение на примере зодчества Ленинградской области // Актуальные проблемы архитектуры : материалы 69-й Международной научно-практической конференции студентов, аспирантов, молодых ученых и докторантов "Актуальные проблемы современного строительства" 6-8 апреля 2016 года. Ч. 1. — СПб.: [б. и.], 2016. — С. 67—71. — 347 с. — ISBN 978-5-9227-0727-5.
- Горюнов В. С. Антропометрия в архитектуре // Актуальные проблемы архитектуры : материалы 69-й Международной научно-практической конференции студентов, аспирантов, молодых ученых и докторантов «Актуальные проблемы современного строительства» 6-8 апреля 2016 года. Ч. 1 :  [рус.]. — СПб. : [б. и.], 2016. — С. 72—75. — 347 с. — ISBN 978-5-9227-0727-5.
- Вайтенс А. Г., Горюнов В. С. Идеи российских зодчих и инженеров о развитии средств градорегулирования в Санкт-Петербурге в начале XX века // Вестник гражданских инженеров. — 2016. — № 6 (59). — С. 10—18.
- Волков В. И., Горюнов В. С., Заварихин С. П., Кондратьева Л. Н. Неоклассицизм и неоромантизм: единство противоположностей в архитектуре эпохи модерна // Вестник гражданских инженеров. — 2016. — № 6 (59). — С. 19—23.
- Вайтенс А. Г., Горюнов В. С. Развитие правил застройки прибрежных территорий Санкт-Петербурга — Ленинграда XIX—XX века. Идеи и результаты // Вестник гражданских инженеров. — 2016. — № 6 (59). — С. 24—28.
- Славина Т.А., Горюнов В. С., Горюнова С. Б. Стиль либерти и его варианты в итальянской архитектуре // Вестник гражданских инженеров. — 2016. — № 6 (59). — С. 78—85.
- Горюнов В. С. Философия постмодернизма и теория архитектуры второй половины XX—XXI веков // Terra Aestheticae. — 2018. — № 1.